# خربة الزيرقون

منظر عام للخربة يظهر فيه موقعا التنقيب

تقع خربة الزيرقون على بعد 2.5 كم من تل المغير باتجاه الجنوب الشرقي, وتسيطر على الحافة الغربية لوادي الشلالة، وتبلغ مساحة الموقع 400 * 300 م .ويمتد الموقع الاثري فوق هضبة منحدرة باتجاه الشرق والجنوب الشرقي والشمال الشرقي ليسيطر على عدة مصادر مائية أهمها أم رجلين ومجرى مياه وادي الشلالة, والذي تصب مياهه باتجاه الشمال ليلتقي مع وادي الراحوب ,وكلا الوأديان يصبن في نهر اليرموك. وهذا الأمر اكسب الموقع الأهمية الإستراتيجية وتحصينا أمينا عظميين. وتشرف الجهة الغربية من الموقع على منطقة منبسطة، وتمتد حوالي 800 م من الطرف الغربي للخربة لتبدأ سلسلة هضاب جديدة اقل انحدارا واتساعا من الهضبة التي تقوم عليها الخربة . يضم الموقع بين جدرانه مخلفات مدينة العصر البرونزي القديم، ويعتبر الموقع من أكبر المواقع مساحة التي تعود لحقبة الألف الثالث قبل الميلاد في الأردن(الديري 1999 :55).
فالموقع يحتل مساحة قدرها 150 دونما، وهو محصن بسور يحيط بالمدينة عدا الجهة الشرقية التي تشرف على وادي الشلالة، وهي منطقة منحدرة جدا، أي محصنة طبيعيا. ويتمركز الموقع على أرض منبسطة صالحة للزراعة، وعثر المنقبون فيه على مخلفات أثرية تخص المرحلة الأولى حتى الرابعة من العصر البرونزي القديم، ولكن الموقع بلغ ازدهاره خلال المرحلة الثالثة من العصر البرونزي القديم، فالموقع تطور من قرية صغيرة إلى مدينة كبيرة استخدم بشكل بسيط في المرحلة الرابعة (كفافي 2006 : 129).
وتمتاز هذه المنطقة من الأردن بمناخها المعتدل صيفا والدافئ شتاء, وتسقط الإمطار فيها بمعدل 300 – 500 ملم، ويساعد المناخ شبه الرطب في تنوع التربة المعروفة بتربة البحر الأبيض المتوسط، بإعطاء إنتاج زراعي وافر وجيد من حيث النوعية, نتيجة انتظام مواسم الأمطار الذي يعد دعامة لزراعة الحبوب, والفواكه, كما أنه ساعد على تربية الحيوانات.

## تاريخ البحث الاثري
أجري منذ نصف الأول من هذا القرن العديد من الإعمال الأثرية في موقع خربة الزيرقون، حيث كانت ضمن منطقة المسوحات الأثرية التي قام بها كل من نيلسون جلوك ما بين أعوام 1939 – 1947 م «وسيغفرد متمان» ما بين الأعوام 1963 – 1965 م، أظهرت تقارير المسوحات الأثرية سابقة الذكر أهمية الموقع بين المواقع المحيطة، حيث أشارت إلى أن الموقع كان مسكونا طيلة العصر لبرونزي المبكر, ولأهمية الموقع الاثري فقد قامت البعثة الأثرية مشتركة فيما بين المعهد الآثار والانثروبولوجيا – جامعة اليرموك
بإشراف معاوية إبراهيم وبين معهد الآثار التوراتية – جامعة تبغن بألمانيا وبإشراف متمان بإجراء خمسة مواسم للحفريات الأثرية وذلك في أعوام 1984، 1985، 1987، 1988، 1991، وقد تمركزت أعمال الحفر في عدة أجزاء من الحارتين العليا والسفلى من المدينة .

## أهمية الموقع

موقع تل خربة الزيرقون

وتعد الزيرقون إحدى أهم المواقع العصر البرونزي المبكر الثاني والثالث في شمال الأردن، وذلك لوفرة البقايا الأثرية التي تم العثور عليها فيه، والحفريات التي تمت فيها واثبت كل من سيغفرد متمان ومعاوية إبراهيم أنها كانت مدينة محصنة تقدر مساحتها بمائة وعشرين دونما محاطة بجدار دفاعي، امتدت أثاره على الجهات الشمالية والغربية والجنوبية، ولم يعثر على بقايا أثرية في الشرق وذلك يعود السبب إلى وجود منحدر حاد لوادي الشلالة، وفي نهاية المرحلة الثالثة هجر الموقع، وفي المرحلة الرابعة أعيد سكناه على هيئة قرية صغيرة وموسمية، وتبين الموقع بأنه بني وفق مخطط مسبق، وتم تقسيم المدينة حسب معايير عدة، منها تقسيم الوظيفي والطبقي للمجتمع، إذ تركزت المباني العامة مثل المعابد والقصر والمرافق التابعة لهما في الجزاء العلوية من الموقع وسميت بالمدينة العليا، وفي حين تركزت المباني السكنية في المنطقة السفلى وسميت بالمدينة السفلى وينطبق هذا التقسيم في كثير من مدن العصر البرونزي المبكر وخاصة في جنوبي بلاد الشام (المحيسن 2009 : 10 -11).
وفي المرحلتين من العصر البرونزي المكر الثانية والثالثة تمركزت المباني فيها وهي منتظمة الشكل تم التخطيط لها باتجاه جنوب غرب وشمال شرق حول الشارع الرئيسي ويخرج منه ممرات فرعية، وتم إنشاء مرافق عامة فوق الصخر الطبيعي (إبراهيم ومتمان 1987 : 4)، وكشف عن نظام مائي كانت مستخدمة داخل المدينة، وكانت جانب الأسوار الدفاعية الحصينة، ومن العوامل الرئيسة لبقاء المدينة مأهولة بالسكان خلال مرحلة العصر البرونزي المبكر, وعثر على العديد من البقايا المعمارية وحفر التخزين الاسطوانية المبنية من الحجارة، وعثر على العديد من المدافن التي تعود إلى فترات حديثة، وعثر على مبنى يعتقد ان له صفة أدارية تتكون من مستطيل الشكل ذو جدران عريضة تزيد عن عرض جدران المعبد والذي عثر بداخله على قاعدتي عمود لدعم السقف ويتصل بهذا البناء الضخم غرف صغيرة من جهته الشمالية الغربية، ويحاذي هذا البناء شارع حيث ينتهي امتداده عند انتهاء الزاوية المبنى وان جدران هذا البناء بني فوق صخر طبيعي مباشرة، وكشف عن غرف مربعة إلى الشمال من المبنى الإداري كانت أرضياته مغطاة تماما بكسر فخارية مختلفة، أما في الحارة السفلى عثر إلى جانب البرج قناة للمياه مبنية من حجارة متوسطة الحجم مقصورة بقصارة بيضاء لوحظ عليها أثار تجديد مما يدل على استخدامها أكثر من فترة واحدة والهدف من بناءها هو تصريف المياه المنحدرة من أعلى المدينة باتجاه السور، والحصينات الدفاعية والشارع الذي يوصل إلى الحارة السفلى وهذا يدل علو وجود تخطيط مسبق للمدينة وعثر أيضا على شارع يمتد باتجاه شرق غرب على جانب البرج من جهة شمالية بواسطة رصفه من الحجارة الصغيرة المخلوطة بالملاط، وهذه الأرضية مكونة من عدة طبقات مما يشير إلى استعمالها أكثر من فترة، وعثر على الجانب الشمالي للشارع على العديد من الغرف المربعة تختلف في مساحتها، وبعض جدرانها ما زالت مائلة بارتفاع مترين (متمان وإبراهيم 1991 : 6 -8)، وقد كشف في الموقع عن معبد وهو يتكون من ثلاث غرف إلى الشمال من الشارع الرئيسي، وتضم إحدى الغرف مصطبة مرتفعة من الحجارة والطوب يتصل يهما غرفتان اخريتان يضم الواحدة منهما حجيرة صغيرة وبقعة من بلاطات بازلتية على أرضية تنخفض عن مستوى المصطبة والحجرة، وقد ضمت الغرفة الأخرى دمى صلصالية ذات رأس طير وأخرى حيوانية، وقد وجدت بعض الأواني الفخارية في وضعها الأصلي داخل الغرفة الأمر الذي يدفع إلى الاعتقاد بان الموقع قد هجر بشكل مفاجئ، والمعبد يتألف من مجموعة من المرافق العامة من بينها مذبح دائري يبلغ قطره حوالي سبعة أمتار، يتخلله من الجهة الجنوبية الشرقية درجات كانت توصل لقمة المذبح، وهذا المذبح قريب من مذبح منطقة تل المتسلم، ويتصل المذبح من الجهة الجنوبية الشرقية بناء مستطيل الشكل يمكن الوصول إليه من ساحة مفتوحة أمام المذبح الدائري، ويتصل بالجدران الداخلية بسطات لا تعرف وظيفتها، ووجد بجوار المبنى من الجهة الجنوبية بمجموعة من الأواني الفخارية، ومن بينها فخار خربة الكرك، والتي تعود للمرحلة الثالثة إلى العصر البرونزي المبكر.ومن الآثار المميزة في الموقع النظام المائي المتمثل بأ بار عميقة بلغ عمق أحداهما حوالي مئة متر، الأمر الذي مكن سكان الزيرقون إلى الوصول إلى المياه الجوفية وه داخل الأسوار (متمان وإبراهيم 1987 : 4 – 5).وآذ كشف عن طبقة كثيفة من الرماد في الجهة الجنوبية الغربية من المذبح الدائري القريب من سور المدينة وان الرماد كان له صلة بالقرابين، واستعمال المعابد المتعددة (متمان وإبراهيم 1991 : 6 – 7).

## التحصينات الدفاعية
يعد الموقع من أفضل الأمثلة التحصينية من المرحلة الثالثة في العصر البرونزي المبكر في الأردن (كفافي 2006 : 176). 
قد مرت المدينة بعدة مراحل إنشائية هي:
- المرحلة الإنشائية مرحلة العصر البرونزي المبكر
- الأولى بداية المرحلة الثانية
- الثاني نهاية المرحلة الثانية
- الثالثة بداية المرحلة الثالثة
- الرابعة منتصف المرحلة الثالثة
- الخامسة نهاية المرحلة الثالثة
- إغلاق أبواب المدينة الرئيسة المرحلة الرابعة (الهودلية 1992: 41 – 42)

أن الموقع جاء محاطا بالأسوار من جهاته الثلاثة الشمالية، والجنوبية, والغربية, وبنيت الأسوار من الحجارة الغفل الكبيرة والمتوسطة الحجم، والتي أتى بها من مقالع حجرية من المناطق القريبة من الموقع, ولتثبيت الحجارة الجدران مع بعضها البعض استخدم البناءون ملاطا من الصلصال، ويبدو أن الجدار المحيط بالمدينة قد تخلله في بعض الأماكن ممرات خلفية بلغ عرض الواحد منها حوالي متر، ويبدو إن الهدف منها تسهيل دخول والخروج منها واليها (كفافي 2006: 176).
ومن التحصينات الدفاعية في خربة الزيرقون:

### السور الدفاعي
يصل طوله 48.5 متر وعرضه 21.5 متر عند أقصى اتساع له, استخدمت الحجارة غير المشذبة في بناء السور سواء في الواجهة الخارجية والداخلية للسور, وملئت الفراغات بين الحجارة, واستخدم نظام الراقات الحجرية الطولية في تشيد البناء الذي تم على خمسة مراحل إنشائية متعاقبة, وتميزت المرحلة الأولى 
باحتوائه على عدد من الفتحات الطولية ذات الجدران المستقيمة، وقد أمكن تمييز أنظمة لهذه الفتحات، الأولى فتحات مفتوحة من الجهة الخارجية ومغلقة في نهايتها، الثانية فتحات مفتوحة من الجهة الخارجية ومغلقة من الجهة الداخلية، الثالث فتحات مغلقة من نهايتها وتميز السور في المرحلة الانشائية ببنائه على شكل راقات معمارية ملاصقة للأوجه الخارجية من سور المرحلة الانشائية الأولى، ويعتقد أن الهدف من هذه الإضافة هو انتهاء وظيفة الفتحات الطولية التي تتخلل السور ولزيادة القوة الدفاعية للسور, إما المرحلة الثالثة فقد تميز خلالها السور بأنه أصبح أكثرها تعقيدا في جهته الشمالية أكثر من الجنوبية، وأصبح يتكون من مستويين يعلو احدهما الآخر, وبني شمال البوابة الرئيسية للمدينة راقتين بنيتا من الحجارة إلى جانب بعضها البعض، وفي المرحلة الرابعة تمت الإضافة سور بني فوق الصخر مباشرة إلى الجهة الغربية من بوابة المدينة, أما المرحلة الخامسة فقد تميز بإضافة سور إلى الواجهة الداخلية إلى سور المرحلة الانشائية الأولى (الهودلية 1992 : 43 -48).

### البوابات
أما بوابة المدينة فقد بنيت خلال أربعة مراحل إنشائية, كانت في المرحلة الأولى بسيطة خالية من التعقيدات, لها مدخل رئيسي عرضه حوالي 4 أمتار, يحيط به ممرين عرض الواحد منها 1.5 م تؤرخ لبداية المرحلة الأولى, وقد تم إغلاق هذين الممرين خلال المرحلة الثانية من بناء البوابة وبني فوقهما برجين, وفي المرحلة الثانية أصبحت البوابة أكثر تعقيدا بعرض يصل 3 أمتار وهذا تخطيط على شكل متعرج, يحيط به برج على كلا الجانبين الشمالي والجنوبي، أما في المرحلة الثالثة والرابعة فقد قل اتساع البوابة تدريجيا حتى أصبح على شكل ممر ضيق ومتعرج لأحكام السيطرة الدفاعية والأمنية على مدخل المدينة, وتشير الدلائل الأثرية إلى أن البوابة أهملت خلال المرحلة الرابعة من العصر البرونزي المبكر, وتميزت الممرات والأرضيات في منطقة البوابة بأنها مشكلة من التربة المرصوصة المخلوطة من التربة الجيرية والحجارة الصغيرة, وتعتبر هذه البوابة الأولى من نوعها التي تعود للمرحلة العصر البرونزي القديم في الأردن (الديري 1999 : 64 -65).
وهناك بوابتان فرعيتان تتغلغلان سورا لمرحلة الانشائية الأولى للمدينة، وتتجهان من الشرق – الغرب مع انحراف بسيط باتجاه الشمال، وتنحصر فترة استخدمها في المرحلة الانشائية الأولى للمدينة فقط، إما المرحلة الانشائية لاحقة للمدينة فقد أهملت استعمالها، وذلك بإغلاقهما من نفس حجارة بناء السور (الهودلية 1992 : 60).
وعثر بجانب البوابة الرئيسية على إضافات معمارية دائرية الشكل ملاصقة للسور, ومن الخارج تمثل برجين بينما في المنطقة الداخلية من البوابة فقد عثر على برجين مربعين تتصل يهما غرف بنيت على ممر مرصوف بالتربة والحجارة الصغيرة يتصل بالمعبد وبجانب هذا البرج عثر على قناة تصريف المياه المنحدرة من أعلى المدينة (أبو غزالة 1995: 39).

### الأبراج
استخدمت الأبراج التحصينية الداخلية والخارجية لزيادة القوة والمنعة للسور الدفاعي, ولزيادة امن المدينة، وتبين ان هذه الأبراج التحصينية بنيت على مراحل انشائية مختلفة عززت بإضافات تحصينية جديدة (الهودلية 1992 : 49).
هنالك برجان داخليان بنيا بشكل ملاصق لطرفي السور عند البوابة الرئيسية للمدينة, ويشكلان بجداريهما الداخليين الجزء الداخلي للبوابة الرئيسية والبرجان مستطيلا الشكل وقد بنيا بزاوية شبه قائمة. إما البرج الجنوبي يصل طوله 3.4 م شرق – الغرب، و4.6 أمتار من شمال – الجنوب ويبلغ معدل ارتفاع بقايا البرج إلى 1.40 م, إما البرج الشمالي تصل أطواله إلى 3.7 م من الشرق – الغرب, 2.40م من شمال الجنوب، وتصل بقايا ارتفاعه إلى 1.3 م.لقد شهدت المرحلة الانشائية التحصينية الثانية المؤرخة إلى نهاية العصر البرونزي المبكر الثاني, إضافات تحصينية طولية إلى البرجين الداخليين, والإضافة ملاصقة للواجهتين الشرقيتين منهما. وتتميز الإضافات التحصينية انه بنيت على أساسات حجرية, حجارتهما اصغر من المرحلة الانشائية الأولى للمدينة.
وتم الكشف عن برج مستطيل الشكل، وقد مر البرج بمرحلتين انشائتين متعاقبتين.
والمرحلة الانشائية التحصينية الثالثة وهو البرج الخارجي للمدينة وتؤرخ إلى بداية العصر البرونزي المبكر الثالث، ويلاصق واجهات البرج الأربعة أبنية معمارية من نفس المرحلة الانشائية وما بعدها, إما الواجهة الشرقية ملاصقة للسور المرحلة الانشائية الثالثة, أما باقي واجهاته فإنها محاطة ببناء تحصيني للبرج بنيت في المراحل الانشائية اللاحقة ,ويصل طوله من الجنوب إلى الشمال إلى 4.5 م، ويصل عرضه من الشرق إلى الغرب 4.8 م، أما المرحلة الإنشائية الرابعة للبرج الخارجي للمدينة, ويتكون من ثلاثة أبراج مضافة إلى واجهات البرج المرحلة الانشائية الثالثة. الزاوية شمالية- الغربية للإضافات التحصينية منحنية للداخل بشكل تدريجي, إما زاويته الجنوبية الغربية فأنها تنتهي بزاوية حادة, يصل عرض الجزء الشمالي منه 1.70 م, أما عرض الواجهة الغربية منه فهي غير منتظمة بحيث تصل إلى معدل 1.40 م, واوجهته الجنوبية أكثر تعقيدا من الناحية الإنشائية من بقية أجزائه.(الهودلية 1992: 50 – 53)), وكلاهما محاذية لسور المدينة (لبراهيم ومتمان 1987 : 3).
وقد كشفت عن طريق ترابية خارج السور تسير بمحاذاة السور وتؤدي إلى داخل البوابة، وكانت أرضية الممرات والأرضيات التي عثر عليها في منطقة البوابة مشكلة من تربة مرصوصة ومخلوطة مع التربة الجيرية والحجارة الجيرية الصغيرة في بعض المناطق المرصوفة (متمان وإبراهيم 1991 : 6).

## التجارة وطرق المواصلات
وتشير كثير من الدلائل ان سكانها قد مارسوا التجارة بشكل كبير، وان المدينة كانت مركزا تجاريا هاما خلال العصر البرونزي المبكر الثاني والثالث وكان لموقع خربة الزيرقون ذات أهمية تجارية، فهو يقع على تقاطع الطرق الواصلة بين المراكز التجارية في الشرق، وخاصة ما بين بلاد الرافدين وتلك الموجودة في الغرب، في وادي الأردن وفلسطين ومن الأمثلة على ذلك ماتم العثور على العدد الوافر من الأختام الاسطوانية في الموقع فقد تم العثور على ما يقارب 143 قطعة فخارية تحمل طبعات أختام اسطوانية وتعود إلى ما يقارب 26 إناء فخاري مختلف، وهذه طبعات تمثل أشكال هندسية وحيوانية وآدمية، وهذا يدل على أنها متأثرة ببلاد الرافدين، وهناك دليل أخر على أنها مركزا تجاريا وهي المرافق المعمارية المكتشفة في خربة الزيرقون التي عثر عليها في المنطقة العليا على عدد كبير من الغرف صغيرة المساحة والتي كانت مرتبطة بمبنى القصر، ويعتقد أنها كانت تستخدم كغرف للتخزين، وهذا ما يدل على الوضع الاقتصادي الذي كانت تعيشه البلاد، وأيضا وجود العبد في المدينة العليا وبالقرب من البوابة الرئيسة، ويدل ذلك على العبد لم يكن لأهله لسكان الزيرقون فقط، وإنما للمناطق المحيطة فيه، بل وربما للمناطق الشمالية من الأردن وفلسطين وحتى لجنوب سوريا ولابد أنها كانت تأتي محملة بالبضائع المتنوعة بغرض الاتجار بها مع سكان الموقع والمناطق الأخرى ,كما أن وجود الفخار أيضا مؤشرا على التواصل الجاري لسكان الزيرقون مع مواقع أخرى في جنوبي بلاد الشام وخارجها وقد عثر فيها على أنواع مختلفة من الفخار والذي يدل على الارتباطات الخارجية ومن الأمثلة على الفخار فخار خربة الكرك وفخار المشط، واقتصر وجود هذا النوع أيضا على المواقع الشمالية، إذ يعتقد ان أصولها من المناطق الشمالية بفلسطين والبقاع لبناني.

## وسائل النقل
ان مجتمعات العصر البرونزي الثالث استخدمت الحيوانات كوسائل للنقل وفي مقدمتها الحمار، حيث وجد العديد من البقايا العظمية لحيوان الحمار المدجن في مدن بلاد الشام، بل ان الحمار لم يتخذوه كغذاء، بل أنما وسيلة للنقل في الغالب حيث تشير نصوص تل المرديخ إلى استخدام القوافل الحمار لنقل البضائع، لمسافات بعيدة ويعد الحمار وسيلة للنقل وثورة في تاريخ التجارة القديمة بحيث يستطيع الإنسان بنقل كميات كبيرة من البضائع والمسافات أطول وكما ساعدت قوافل الحمير على إزالة العزلة بينما المجتمعات البشرية وانتشار الثقافة بشكل أسرع وواسع، وخير دليل ما وجد تماثيل طينية خلال العصر البرونزي المبكر ويدل على التغيرات التي حصلت في حياة الإنسان وخصوصا في مجال التجارة والاختلاط بالثقافات الأخرى، أما موقع خربة الزيرقون فهو الموقع الوحيد الذي ينفرد بالدمى الطينية التي تصور الحمار وهو يحمل راكبا ادميا، حيث بلغ عدد دمى خمسة، وفي الوقت نفسه وجدت أربع دمى تصور حمارا وهو يحمل الإثقال وبلغ عدد التماثيل الطينية أربعين تمثالا وهذه نسبة كبيرة إذ ما قورنت بالمواقع الأخرى من الأردن وفلسطين، وقد لمكن تقسيمها إلى نوعين : الأول يمثل حمارا يركبه ادمي، والثاني حمارا ينقل الإثقال، وقد عثر في مواقع أخرى على دمى طينية في جنوبي بلاد الشام مشابهة لها ومن الامثله على ذلك أريحا وخربة الكرك وقد زادت عدد الدمى في المرحلة الثانية والثالثة عمل هو عليه في المرحلة الأولى وهذا يدل على اعتماد الإنسان على الحمار بشكل كبير كوسيلة للنقل ولأغراض تجارية حيث كان لها القدرة على حمل كميات كبيرة من الضائع ونقلها إلى مسافات بعيدة.